# 별순검 3
《조선과학수사대 별순검 시즌 3》은 MBC 드라마넷에서 2010년 9월 4일부터 2010년 11월 13일까지 방영된 드라마로, 대한제국 시기를 배경으로 미스터리와 과학이 만나는 퓨전 추리 과학 사극이다.

## 줄거리
진실이 아무리 무겁고 잔인하다 해도 결코 그것에서 고개를 돌리지 마라. 그것이 바로 우리가 여기에 있는 이유인 것이다.

## 등장 인물

### 주요 인물
- 정호빈 : 신정후 역 - 경무청 산하 별순검, 경무관
- 오민석 : 차건우 역 - 경무청 산하 별순검, 순검 (범죄행동 분석 프로파일러)
- 민지아 : 서연두 역 - 경무청 산하 별순검, 순검
- 성지루 : 최도곤 역 - 경무청 산하 별순검, 순검 (탐문수사 전문)
- 이두일 : 박충옥 역 - 경무청 산하 별순검, 검시관
- 이재은 : 한소희 역 - 경무청 산하 별순검, 증거 분석관

### 그 외 인물
- 김신아 : 진금혼 역 (1회)
- 김지민 : 명옥 역 (1회)
- 이종운 : 유도령 역 (2회)
- 여욱환 : 석일 역 (4회)
- 백종민 : 근수 역 (5회)
- 문천식 : 장도식 역 (6회)
- 성은 : 정경부인 역 (7회)
- 이창 : 두성 역 (7회)
- 김성훈 : 두억시니 역
- 이일웅 : 류치경 검사관 역 (11회)
- 송민형 : 박충옥 아버지 父 역 (12회)
- 김정하 : 박충옥 어머니 母 역 (12회)
- 지석진 : 왕 역 (13회)
- 김혁 : 호위무사 영근 역 (14회)
- 오나미 : 박충옥 친구 역 (14회)

## 방영 목록
| 2010년 | 2010년    | 2010년             | 2010년                             | 2010년                 |
| 회차   | 방송 일자 | 부제 (서브 타이틀) | 극본                               | 연출                   |
| ------ | --------- | ------------------ | ---------------------------------- | ---------------------- |
| 1회    | 9월 4일   | 특패기생 진금홍    | 서신혜, 강현성, 남상욱 각색 김윤정 | 이승영, 김미숙         |
| 2회    | 9월 4일   | NO 184             | 강현성, 남상욱                     | 이승영                 |
| 3회    | 9월 11일  | 토혈국             |                                    | 박수철                 |
| 4회    | 9월 11일  | 열녀               | 강현성, 남상욱                     | 김미숙                 |
| 5회    | 9월 18일  | 멸족               |                                    |                        |
| 6회    | 9월 18일  | 순검 살인          | 강현성, 남상욱                     | 박수철                 |
| 7회    | 9월 25일  | 사단칠정           |                                    |                        |
| 8회    | 9월 25일  | 공사관 유괴사건    | 강현성, 남상욱                     | 이승영                 |
| 9회    | 10월 2일  | 너만의 진실        | 김재동, 강현성, 남상욱             | 김미숙                 |
| 10회   | 10월 2일  | 금수산             |                                    |                        |
| 11회   | 10월 16일 | 용의자 차건우      | 강현성, 남상욱                     | 박수철                 |
| 12회   | 10월 16일 | 황천발 서신        | 이재곤, 강현성, 남상욱             |                        |
| 13회   | 10월 23일 | 곰국               | 김차애, 강현성, 남상욱             | 박수철                 |
| 14회   | 10월 23일 | 내장원경 인질사건  |                                    |                        |
| 15회   | 10월 30일 | 피리부는 사나이    |                                    | 박수철                 |
| 16회   | 10월 30일 | 뇌격               | 강현성, 남상욱                     | 김미숙                 |
| 17회   | 11월 6일  | 뇌격               | 강현성, 남상욱                     | 김미숙, 박수철         |
| 18회   | 11월 6일  | 미두왕의 죽음      | 김재동, 강현성, 남상욱             | 이승영                 |
| 19회   | 11월 13일 | 정동 연쇄살인      | 강현성, 남상욱                     | 김미숙, 이승영, 박수철 |
| 20회   | 11월 13일 | 청연               | 강현성, 남상욱, 강지훈             | 박수철, 이승영, 김미숙 |

## 수상 경력
- 2008년 제2회 케이블TV 방송대상 금상

## 같이 보기
- 조선 과학수사대 별순검
- 추리다큐 별순검
- 별순검 시즌 1
- 별순검 시즌 2
- 별순검